# Ciclisme als Jocs Olímpics d'estiu de 1912
Als Jocs Olímpics de 1912 celebrats a la ciutat d'Estocolm es realitzaren dues proves ciclistes, una de contrarellotge individual i una altra de per equips. Per primera vegada, i única en la realització d'uns Jocs Olímpics d'Estiu, no hi hagué competició de ciclisme en pista.
Només pogueren competir ciclistes amateurs en categoria masculina que tinguessin llicència de la Unió Ciclista Internacional.

## Nacions participants
Hi participaren un total de 123 ciclistes de 16 nacionalitats:
| - Àustria (6) - Bèlgica (1) - Bohèmia (5) - Canadà (2) - Dinamarca (8) - Estats Units (9) - Finlàndia (5) - França (12) | - Hongria (5) - Imperi Alemany (11) - Imperi Rus (10) - Noruega (6) - Sud-àfrica (1) - Regne Unit (26) - Suècia (12) - Xile (4) |

## Resum de medalles
| Prova                             | Or                                                            | Argent                                                                         | Bronze                                                              |
| contrarellotge individual detalls | Rudolph Lewis                                                 | Frederick Grubb                                                                | Carl Schutte                                                        |
| contrarellotge per equips detalls | Suècia Erik Friborg · Ragnar Malm · Axel Persson · Algot Lönn | Regne Unit Frederick Grubb · Leonard Meredith · Charles Moss · William Hammond | Estats Units Carl Schutte Alvin Loftes Albert Krushel Walter Martin |

## Medaller
| Posició | País         | Or | Argent | Bronze | Total |
| 1       | Sud-àfrica   | 1  | 0      | 0      | 1     |
| 1       | Suècia       | 1  | 0      | 0      | 1     |
| 3       | Regne Unit   | 0  | 2      | 0      | 2     |
| 4       | Estats Units | 0  | 0      | 2      | 2     |